# Douglas Silva
Douglas Silva (Río de Janeiro, 27 de septiembre de 1989) es un actor brasileño. Es conocido por haber interpretado a Dadinho en el filme de 2002 Ciudad de Dios. También tuvo el papel de Acerola en la serie Ciudad de Hombres (una secuela de Ciudad de Dios) y en su adaptación cinematográfica en 2007. Estuvo nominado al Premio Emmy Internacional al mejor actor en 2005 por su trabajo en Ciudad de Hombres.

## Filmografía
- Maradona, sueño bendito (2021, serie web)[1]
- Acampamento de Férias 3: O Mistério da Ilha do Corsário (2012, miniserie)
- Acampamento de Férias 2: A Árvore da Vida (2011, miniserie)
- Aventuras do Didi (2011, serie de TV)
- Os Gozadores (2010, serie de TV)
- Acampamento de Férias (2009, miniserie)
- Caminho das Índias (2009, serie de TV)
- Última Parada 174 (2008)
- Blindness (2008)
- Toma Lá, Dá Cá (2007, serie de TV, un episodio)
- Carga Pesada (2007, serie de TV, un episodio)
- Ciudad de los hombres (2007)
- Ciudad de Hombres (2002-2005, serie de TV)
- Sítio do Picapau Amarelo (2002, serie de TV, un episodio)
- Ciudad de Dios (2002)
- Brava Gente (2000, serie de TV, un episodio)
- Big Brother (Temporada 22: "3ª finalista")
- Todas as Flores (2022-2023)
- Dança dos Famosos (2023, Temporada 20)